# Gråbröstad solfjäderstjärt
För fågelarten Rhipidura rufidorsa, se rostryggig solfjäderstjärt.
Gråbröstad solfjäderstjärt (Rhipidura rufiventris) är en fågel i familjen solfjäderstjärtar inom ordningen tättingar.

## Utbredning och systematik
Gråbröstad solfjäderstjärt förekommer i de östra delarna av indonesiska övärlden österut via Nya Guinea med omgivande öar och söderut till norra Australien. Den delas normalt in i hela 20 underarter med följande utbredning:
- Rhipidura rufiventris obiensis – Obi i norra Moluckerna
- Rhipidura rufiventris bouruensis – Buru i södra Moluckerna
- assimilis-gruppen
  - Rhipidura rufiventris assimilis – Tayanduöarna och Kaiöarna i södra Moluckerna
  - Rhipidura rufiventris finitima – Tiur och Watubelaöarna i södra Moluckerna
- Rhipidura rufiventris cinerea – södra Moluckerna, på öarna Seram, Ambon och Boano
- Rhipidura rufiventris tenkatei – Roti som tillhör Små Sundaöarna
- rufiventris-gruppen
  - Rhipidura rufiventris rufiventris – östra Små Sundaöarna, på Semau, Timor och Jaco
  - Rhipidura rufiventris pallidiceps – Wetar i östra Små Sundaöarna)
- Rhipidura rufiventris hoedti – östra Små Sundaöarna, på Sermata, Moa, Leti, Romang och Damar
- Rhipidura rufiventris kordensis – på Biak
- Rhipidura rufiventris nigromentalis – Vanatinai (Tagula) och Misima som tillhör Louisiadeöarna
- setosa-gruppen
  - Rhipidura rufiventris vidua – Kofiau
  - Rhipidura rufiventris gularis – Nya Guinea, Yapen samt på Boigu i norra Torres sund
  - Rhipidura rufiventris gigantea – Lihiröarna och Tabaröarna i Bismarckarkipelagen
  - Rhipidura rufiventris tangensis – Boang i Bismarckarkipelagen
  - Rhipidura rufiventris mussai – St Matthiasöarna  i Bismarckarkipelagen
  - Rhipidura rufiventris setosa – Bismarckarkipelagen på öarna Niu Ailan, Lavongai och Dyaul
  - Rhipidura rufiventris finschii – Bismarckarkipelagen, på Niu Briten och Duke of York-öarna)
  - Rhipidura rufiventris niveiventris – Amiralitetsöarna
- Rhipidura rufiventris isura – Broome i Western Australia till Cape York och floden Burdekin

### En art – eller nio?
Sedan 2016 urskiljer Birdlife International i stort sett underartsgrupperna som egna arter, enligt följande:
- "Obisolfjäderstjärt" (R. obiensis)
- "Burusolfjäderstjärt" (R. bouruensis)
- "Kaisolfjäderstjärt" (R. assimilis, inklusive finitima)
- "Seramsolfjäderstjärt" (R. cinerea)
- "Biaksolfjäderstjärt (R. kordensis)
- "Rotisolfjäderstjärt" (R. tenkatei)
- Timorsolfjäderstjärt (R. rufiventris i begränsad mening, inklusive pallidiceps)
- "Bandasolfjäderstjärt" (R. hoedti)
- "Nordlig solfjäderstjärt" (R. isura inklusive setosa-gruppen)

## Status
Internationella naturvårdsunionen IUCN följer Birdlife Internationals uppdelning i åtta arter och bedömer hotstatus för dessa var för sig, alla som livskraftiga.

## Bilder

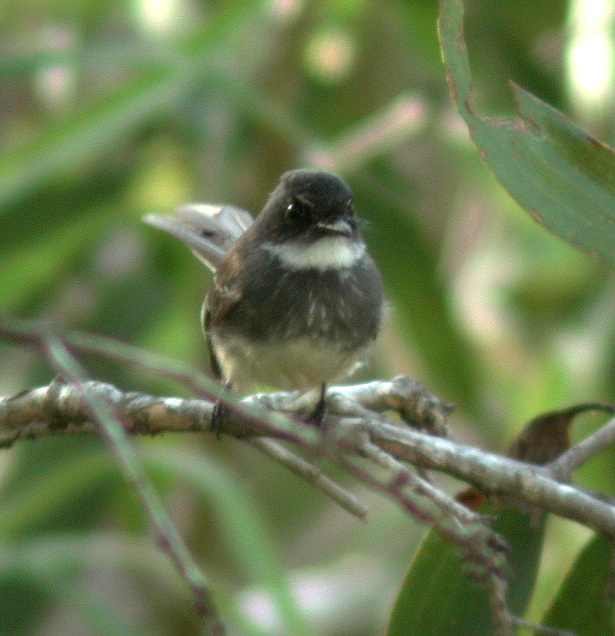
Fågel sedd framifrån
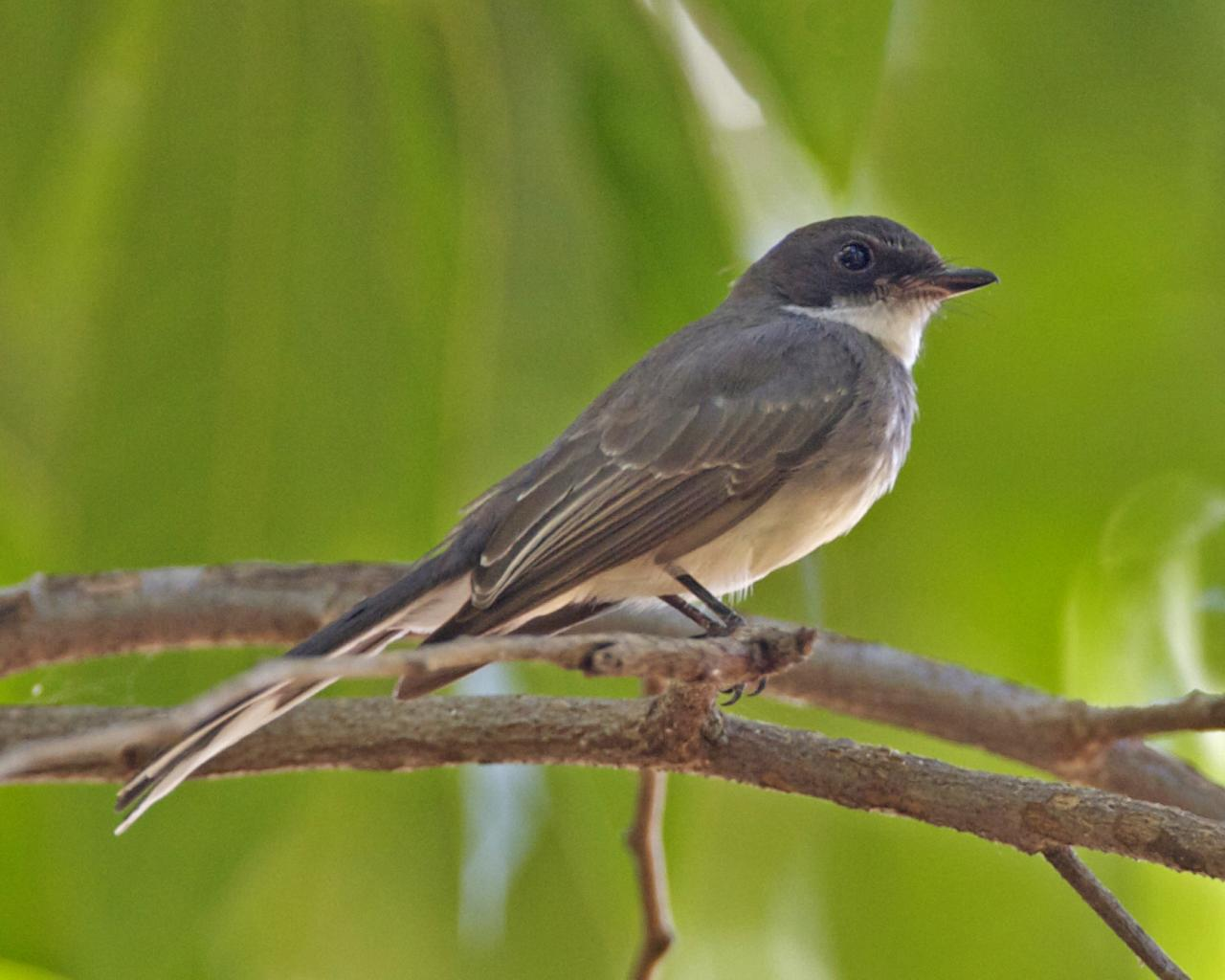
Underarten R. r. isura